# Ефес

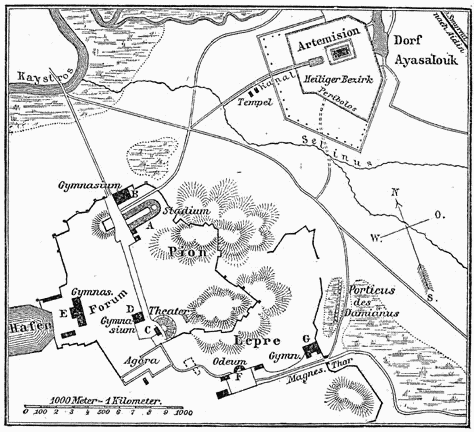
Мапа давнього міста Ефес, подана у Meyers Konversations-Lexikon 1888 року

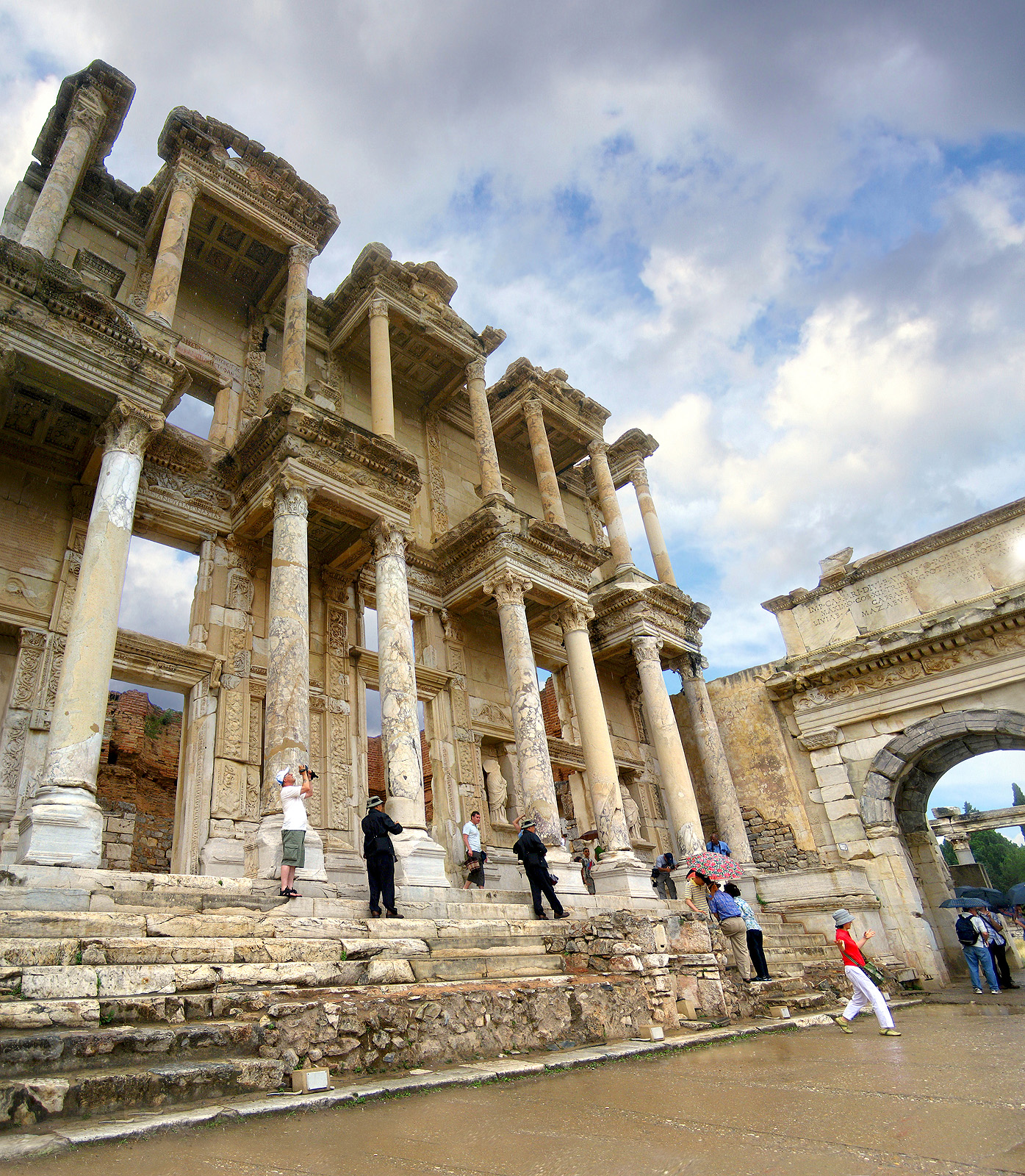
Бібліотека

Ефе́с (дав.-гр. Ἔφεσος, хетт. Apaša, лат. Ephesus, тур. Efes) — стародавнє місто на західному узбережжі Малої Азії, у гирлі річки Каїстр (сучасний Малий Мендерес) на південь від Смірни (сучасне місто Ізмір, територія Туреччини).

## Історія

### Арцава, хетти і греки
Засновниками міста були лувійці, які і дали йому назву Апаса. Місто було збудовано не пізніше XV ст. до нашої ери як столиця держави Арцава. Місцеві володарі пітримували зв'язки з Хеттською державою і Єгиптом. Аменхотеп III навіть звертався до царя Арцави з пропозицією одружитися з його дочкою.
Хеттський цар Тудхалія II приєднав Арцаву до своїх володінь, проте за його нащадків вона повернула собі незалежність і навіть приєднала до себе окремі хеттські землі. Згодом ініціативу знову взяли в свої руки хетти, які перетворили Арцаву на залежного від себе союзника, що мав сплачувати данину і надсилати своїх вояків та колісниці на допомогу хеттському війську. Щоправда, за кілька років арцавський цар Уххациті повстав проти хеттів, і Мурсілі II змушений вдатися до каральних заходів. Вирішальна битва при Вальмі завершилася цілковитою перемогою хеттів, Уххациті з нащадками втік до Греції, Мурсілі у 1330 р. до н. е. зайняв Апасу (це — перша згадка про місто в письмових джерелах) і зробив арцавським царем свого ставленика. Проте вже через кілька десятків років Арцава знову стала цілком незалежною і воювала із хеттами.
Загинула Арцава під ударами «народів моря», які зруйнували й Апасу. Проте місто було відбудовано місцевими мешканцями і перетворилося на столицю невеличкого карійського царства — одного з багатьох, що виникли на руїнах Арцави.
В XI ст. до н. е. поселення захопили переселенці з Греції на чолі з Андроклом. За переказами, Дельфійський оракул повідомив йому, що місце для поселення повинні були вказати риба і дикий кабан. Коли Андрокл вийшов на берег біля Апаси, місцеві рибалки смажили рибу. Від іскри, що вилетіла з багаття, зажеврів кущ, з якого тут же вискочив розтривожений кабан. Греки захопили цитадель Апаси, «шляхетно» дозволивши мешканцям передмістя залишитися жити під нової владою. Назву міста переінакшили на грецький лад, а дикий кабан став символом Ефеса, йому навіть встановили пам'ятник. Водночас місцевий релігійний культ богині-матері був запозичений переселенцями, що ототожнили її з Артемідою — за всієї очевидної несхожості її зображень із грецькою богинею мисливства.
Стосунки греків з навколишніми племенами не були рівними. Збереглися легенди про війну Андрокла з амазонками, в одну з яких закохався і сам цар, а інші — взяли шлюб з греками-поселенцями. Щоправда, ім'я царської обраниці — Ефесія (що перекладається як «бажана», але водночас співзвучно назві міста) свідчить про етимологічний характер легенди.
Перекази стверджують, що спочатку містом правили нащадки Андрокла, проте громадяни, невдоволені їхніми авантюрами, вигнали їх з Ефеса, і надалі місцевими царями були представники династії Басилідів — іншої гілки Кодридів. Завдяки зручному розташуванню на перехресті шляхів Ефес швидко перетворився на одне з найбільших міст Анатолії — насамперед за рахунок торгівлі, зокрема й посередницької.

### Кімерійці. Тиранія Піфагорідів
У 650 р. до н. е. на місто напали кімерійці на чолі з Дугдамме. Цитадель встояла, однак передмістя і святилище Артеміди були спалені і сплюндровані. У відновленому місті повноваження царів були обмежені сути жрецькими функціями, а реальна влада — зосереджена в руках вузького кола знатних родин з роду Басилідів. Проте це лише посилювало невдоволення демосу.
У 612 р. до н. е. владу в місті за допомогою хитрощів захопив тиран Піфагор. Супротивників нової влади репресували, конфіскувавши їхнє майно і роздавши його менш заможним громадянам. Надалі, щоправда, регулярні реквізиції перетворилися із засобу боротьби з опонентами на джерело збагачення самого тирана і його спільників. Демонструвати невдоволення владою дозволяли собі лише храми, але й їх тиран не надто шанував — за переказами він не зупинявся навіть перед вбивством жертовних тварин у святилищах. Демос, натомість, Піфагора підтримував.
Становище змінилося лише коли місто почали переслідувати неврожаї і хвороби, перед якими влада виявилася безсилою. Піфагор змушений був змінити політику, піти на зближення из жрецтвом, шукати зовнішньої підтрімки — одруживши свого сина і наступника Меланта на донці лідійського царя Аліатта II. Найграндіознішою ініціативою Піфагора стало будівництво нового храму Артеміди, у якому ефесцям допомагали лідійці. Згодом його вважали одним із семи чудес світу.
За тиранії сина і наступника Меланта — Піндара, відносини з впливовим сусідом погіршилися. Новий лідійський цар Крез у 560 р. до н. е. вирішив приєднати Ефес до своїх володінь і взяв місто в облогу. Після того, як супротивнику вдалося зруйнувати одну з міських веж, і поразка стала неминучою, Піндар наказав громадянам з'єднати місто мотузкою з храмом Артеміди, продемонструвавши таким чином, що вони знаходяться під захистом богині. Крез із посмішкою погодився прийняти капітуляцію Ефеса на почесних умовах. Місто зберегло самоврядування, проте взяло на себе зобов'язання сплачувати цареві данину і було перенесене у менш захищену долину — подалі від цитаделі. Піндар, склавши усі державні повноваження, змушений був емігрувати, хоча за деякими даними його сина, теж Меланта, Крез залишив в місті як залежного від нього тирана. Цар допомагав розбудові міста і протегував храм Артеміди. У Британському музеї зберігаються колони головного фасаду цього храму, прикрашені присвятами Креза.

### «Аристархова конституція» і встановлення перської влади
У 557 р. до н. е. ефесці повстали проти лідійської влади і повалили тиранію. Для вироблення законів як есимнета спочатку обрали Пасікла. Але він невдовзі був вбитий в храмі Гери. Тоді до міста запросили іншого есимнета — афінянина Аристарха. Завдяки своїм мудрим порадам і врівноваженій політиці він здобув таку прихильність громадян, що фактично керував містом аж до 552 р. до н. е. Після того, як Аристарх залишив Ефес, а можливо й трохи раніше, влада в місті була передана колегії куретів, що керувала містом колективно.
У 548 р. до н. е. Ефес відмовився укласти союз із перським царем Кіром, адже курети були переконані у силі лідійців. Коли ж стало відомо про поразку Креза, сум'ятицею скористався авантюрист Афенагор, який знову встановив у місті тиранію. Завдяки «вчасному» державному перевороту Ефесу вдалося уникнути каральних акцій з боку персів і до держави Ахеменідів він увійшов із збереженням внутрішньої автономії. Афенагор був для персів зручним володарем, адже не дозволяв у місті протиперської діяльності, та й власних ворогів при першій-ліпшій нагоді висилав із міста. Так, в еміграції у сусідніх Клазоменах опинився видатний ефеський поет Гіппонакт.
Тиран Комас зберігав лояльність до персів, натомість за тиранії Меланкоми Ефес приєднався до Іонійського повстання. Місто було оперативної базою повстанців для походу на Сарди. Біля Ефесу вони зазнали і вирішальної поразки на суходолі. Перси взяли місто в облогу і зняли її лише завдяки втручанню філософа Геракліта, який переконав їх в готовності громадян до замирення.
Після поразки у битві біля Ладе ефесці зрадницьки перебили загін хіосців, що намагався дістатися батьківщини, і надалі перси розглядали місто як цілком лояльного підданого. Геракліт умовив Меланкому поступитися владою його протеже Гермодору, за підтримки якого сподівався встановити в місті «досконалий устрій». Але ефесці, втомлені майже столітнім панування тиранів, повалили тиранію і вислали Гермодора. Ображений Геракліт відмовився від своїх законодавчих ініціатив. В місті по суті була відновлена «аристархова конституція» і режим поміркованої олігархії (492 р. до н. е.).

### Від Ксеркса до Августа
Після поразки у материковій Греції Ксеркс розглядав Ефес як найнадійнішого свого союзника в Іонії і певний час навіть залишав у ньому своїх дітей. До Делоського союзу місто приєдналося лише у 470 р. до н. е., а остаточно — у 454 р. до н. е. Проте перси не відмовлялися від своєї влади над містом, формально погодившись лише передати Афінам право на збір данини з містян (449 р. до н. е.).
З початком Пелопоннеської війни (431—404 року до н. е.) Ефес, хоча формально був союзником афінян, одночасно надавав підтримку Спарті, а в 412 р. до н. е. відкрито перейшов на її бік. Лісандр перетворив Ефес на власну штаб-квартиру, з якої організовував олігархічні перевороти в інших іонійських містах. Декархія була встановлена і в самому Ефесі. У 401 році до н. е. Ефес підтримав повстання Кіра Молодшого проти його брата, перського царя Артаксеркса. У 396 р. до н. е. у місті перебувала ставка спартанського царя Агесілая II.
В 394 р. до н. е. ефесці перейшли на бік афінян, проте у 387 до н. е. місто знову опинилося під владою персів, які підтримали відновлення в Ефесі тиранії — цього разу Сірфакса і його нащадків.
У 356 році до н. е. храм Артеміди був спалений Геростратом, що випробовував маніакальне бажання прославитися, але незабаром почалося його відновлення, якому сприяв Александр Македонський, що звільнив Ефес від влади Персії в 334 до н. е. Лісімах, один з діадохів Александра Великого, переніс місто із заболоченої долини на гору і побудував нову гавань. Ця необхідність була викликана епідемією, що виникла в місті. Але жителі міста не хотіли покидати свої будинки. Тоді Лісімах наказав перекрити доступ до прісної води мешканцям старого міста, що вимусило їх переселитись на нові місця.
Ефес по черзі перебував під владою Птолемеїв і Селевкідів, аж поки римляни після своєї перемоги над Антіохом III Великим у 189 році до н. е. не передали його пергамскому царю Евмену II. У 133 до н. е. місто увійшло до складу Римської держави. У 88 році до н. е. Ефес приєднався до Мітрідата VI Евпатора, але вже в 86 році до н. е. повернувся під владу римлян, а два роки після його обклав тяжкою даниною Сулла.
Під час громадянської війни в Римі, що спалахнула після вбивства Цезара в 44 році до н. е., гроші з міської громади вичавлювали обидві сторони. За доби Августа він Ефес економічним і культурним центром провінції Азія і з часом перетворився на одне з найкрасивіших міст Римської імперії. В пік розвитку населення міста досягало 200 000 — 250 000 мешканців та було другим містом в Римській імперії за розмірами та значенням, після Риму.

### Християнська доба

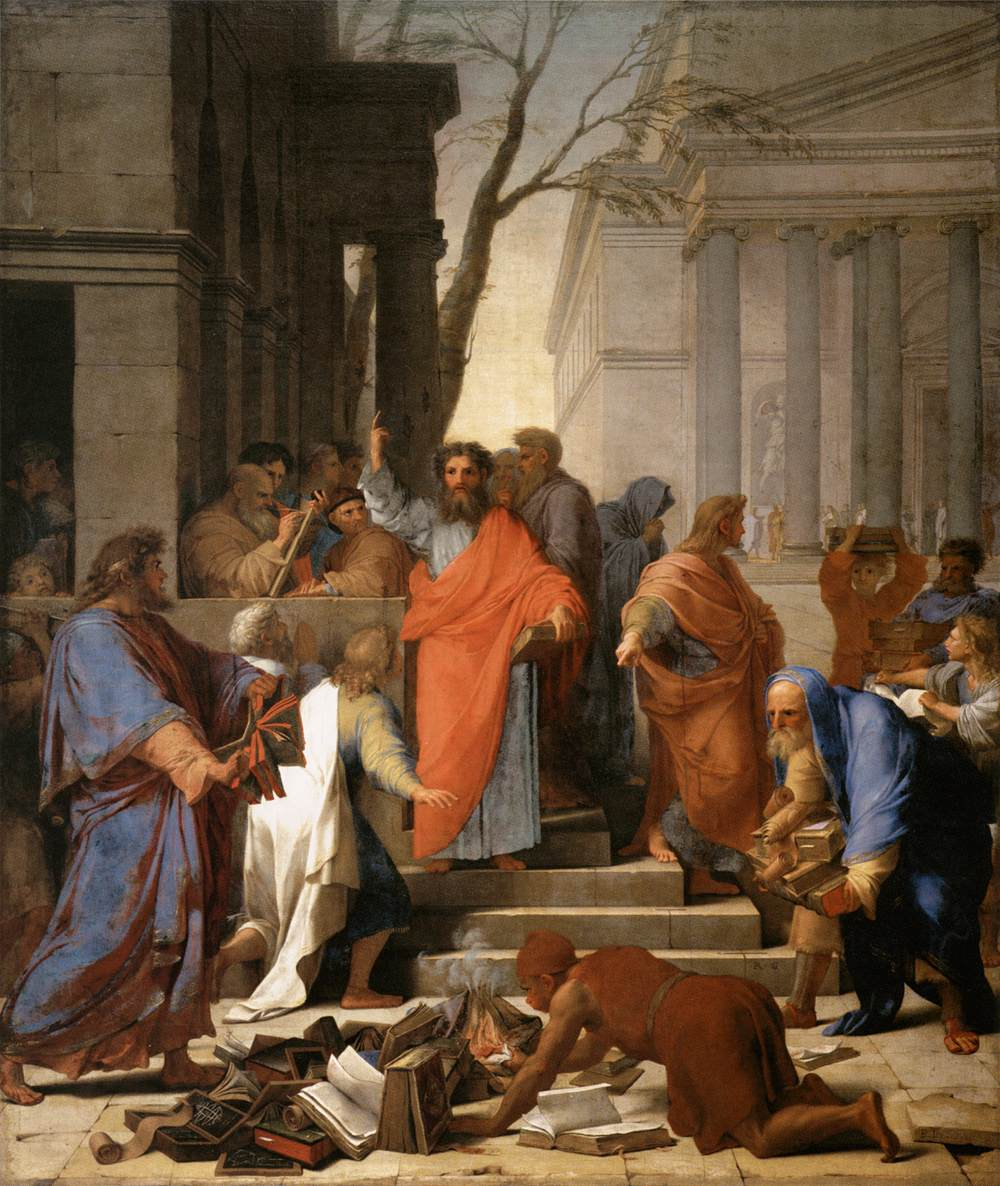
, «Проповідь Святого Павла в Ефесі» (1649), Париж, Лувр

Ефес був важливим центром для раннього християнства з 50-х років нашої ери. В першу чергу, Ефес християнської епохи знаменитий візитами апостола Павла, який в 52-54 роках жив у місті, працював із прихожанами та, вочевидь, організовував тут місіонерську діяльність вглиб країни.
Спочатку, згідно з книгою Дії Апостолів, Павло відвідував єврейську синагогу в Ефесі, але через три місяці він засмутився впертістю або жорстокосердістю деяких євреїв і переніс своє навчання до школи Тира́на, який, імовірно, був наверненим вчителем риторики або філософії. Вважається, що невір'я "декого" (грец. τινες) свідчить, що інші, ймовірно у великій кількості, увірували, а тому в Ефесі повинна була бути єврейська християнська громада.
В Ефесі Павло познайомив близько дванадцяти чоловік з хрещенням Святим Духом, оскільки раніше вони пережили лише хрещення Івана Хрестителя. Пізніше він потрапив у конфлікт з деякими ремісниками, чий добробут залежав від продажу статуеток Артеміди в її храмі. Між 53 і 57 роками Павло написав з Ефеса першого листа коринтянам (можливо, з Павлової вежі поблизу гавані, де його на короткий час було ув'язнено). А пізніше, коли він перебував у в'язниці в Римі (близько 62 року), Павло вже написав своє послання до церкви в Ефесі.
Разом з Павлом в Ефесі проповідував і його учень, Тимофій. Згодом він став першим єпископом Ефеса, заснувавши Ефеську архієпархію, яка проіснувала до XI століття. Також за розпорядженням Павла подружжя Прискилла й Акила залишилося проповідувати Слово Боже в Ефесі

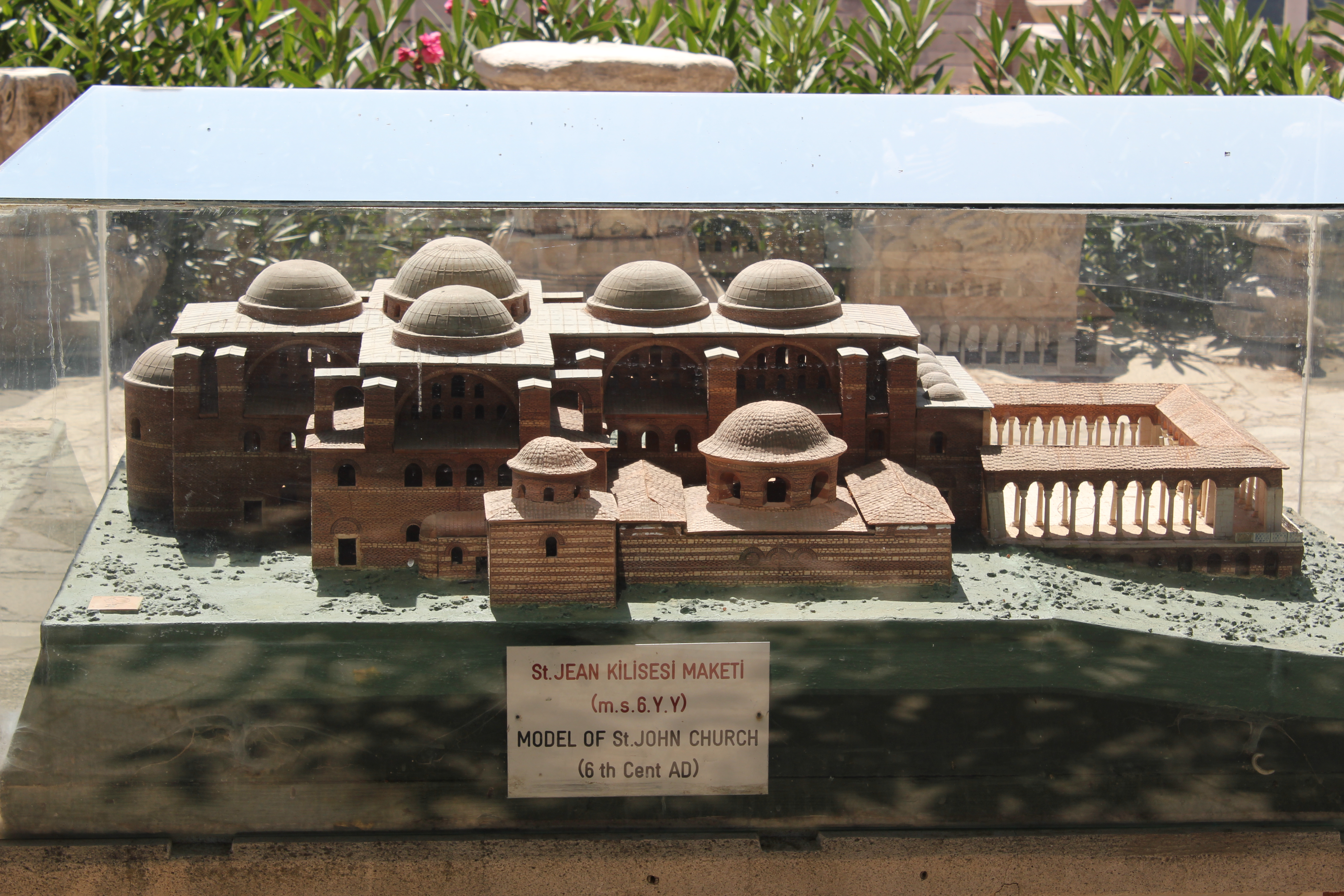
Реконструкція базиліки апостола Івана Богослова побудованої в Ефесі в часи імператора Юстиніана, 530 р.

Тут жив, проповідував і написав своє Євангеліє апостол Іван Богослов, похований в церкві, названій його ім'ям. Також, тут проживала свої останні роки Богородиця. Ефес став місцеперебуванням єпископа, а згодом також містом, де впродовж V століття проходило кілька Вселенських соборів.
Біля міста також знаходиться печера семи єфеських отроків, де в період Пізнього Риму, імператора Деція, ховались від переслідувань семеро святих християнських отроків. В період Візантийської імперії її переробили на церкву.
В 262 році н. е. місто було розграбовано готами. Впродовж довгих сторіч Середньовіччя Ефес піддавався нескінченним набігам піратів, проте найбільшого удару місту завдала природа. Після великого землетрусу рівень моря біля Ефесу понизився на 57 метрів, що спричинило швидкий занепад міста. Нині руїни знаходяться від берега моря приблизно за 10 км.
У 1869 році англійськими ученими були зроблені перші археологічні розкопки заснованого Лісімахом міста на горі, у результаті яких світу була відкрита краса античного міста. Залишки стародавнього Ефесу приховані під майже непрохідним болотом.

## Споруди міста

#### Руїни Храму Артеміди

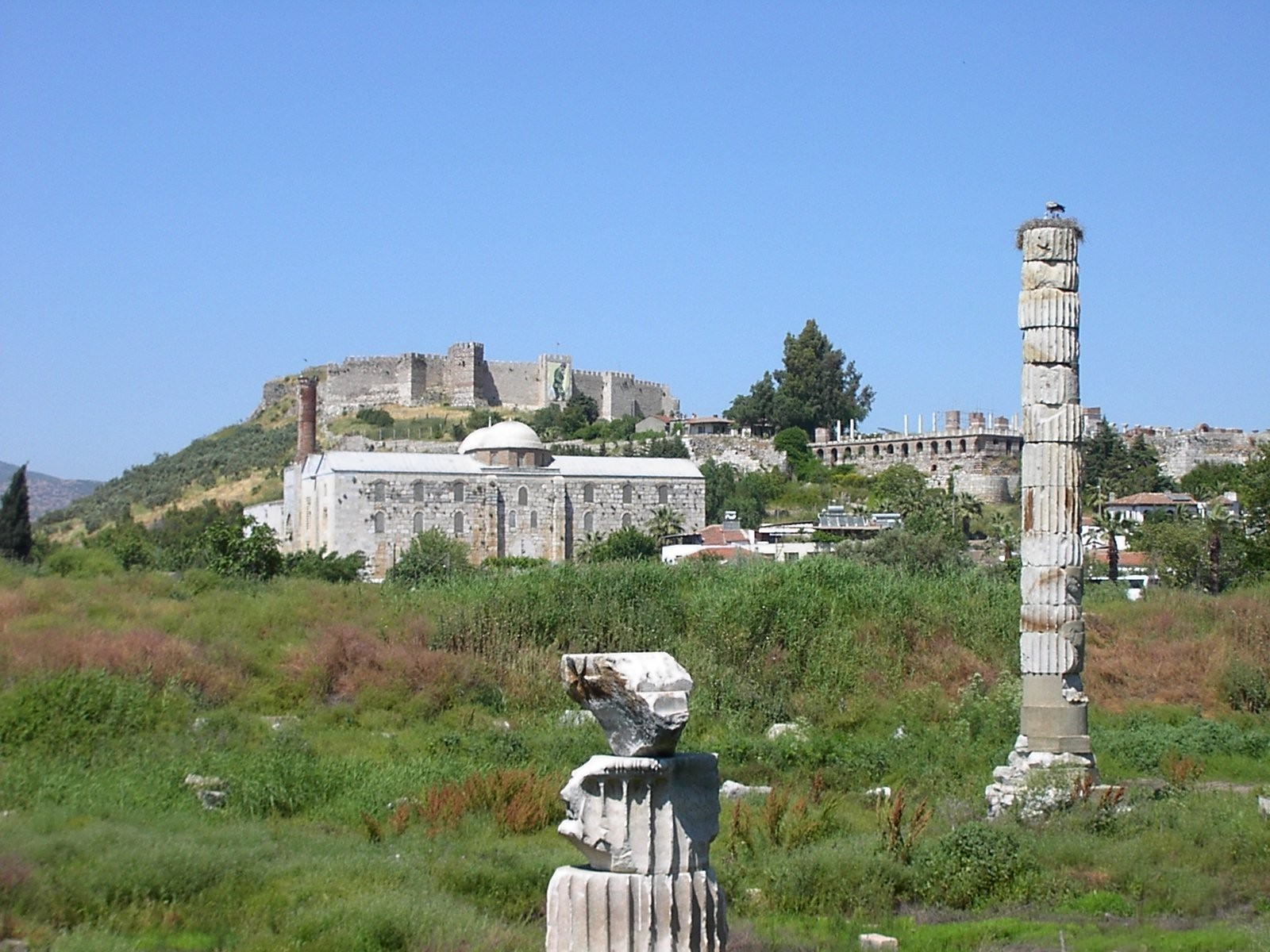
Давній храм Артеміди в Ефесі

Руїни Храму Артеміди— храм грецької богині Артеміди. Одне з Семи чудес стародавнього світу.
Храм Артеміди (Артемісіон) був заснований до 7 сторіччя до н. е., але сама споруда була побудована у 450 році до н. е. Будівництво субсидував лідійський цар Крез (Кросус), а проект розробив грецький архітектор Персіфон (Херсіфрон) із Кносса, який почав будівництво, але після його смерті будівництво продовжували його син Метаген, а потім архітектори Пеоніт та Деметрій. Будівлю прикрашали бронзові статуї, створені такими скульпторами, як Фідій, Поліклет, Кресилус і Фрадмон. Храм виконував подвійну функцію: ринку і релігійного закладу. 21 червня 356 до н. е. головна святиня малоазійських греків;— храм Артеміди Ефеської, був спалений. Надалі храм був відновлений на кошти мешканців Ефеса, які продали свої коштовності, та від продажу колон старого храму. Надалі, до створення Османської імперії та під час її існування, відбулося руйнування і велика частина матеріалів Храму пішла на побудову Софійського собору в Стамбулі, а інша значна частина була вивезена англійськими археологами до Великої Британії.

#### Одеон

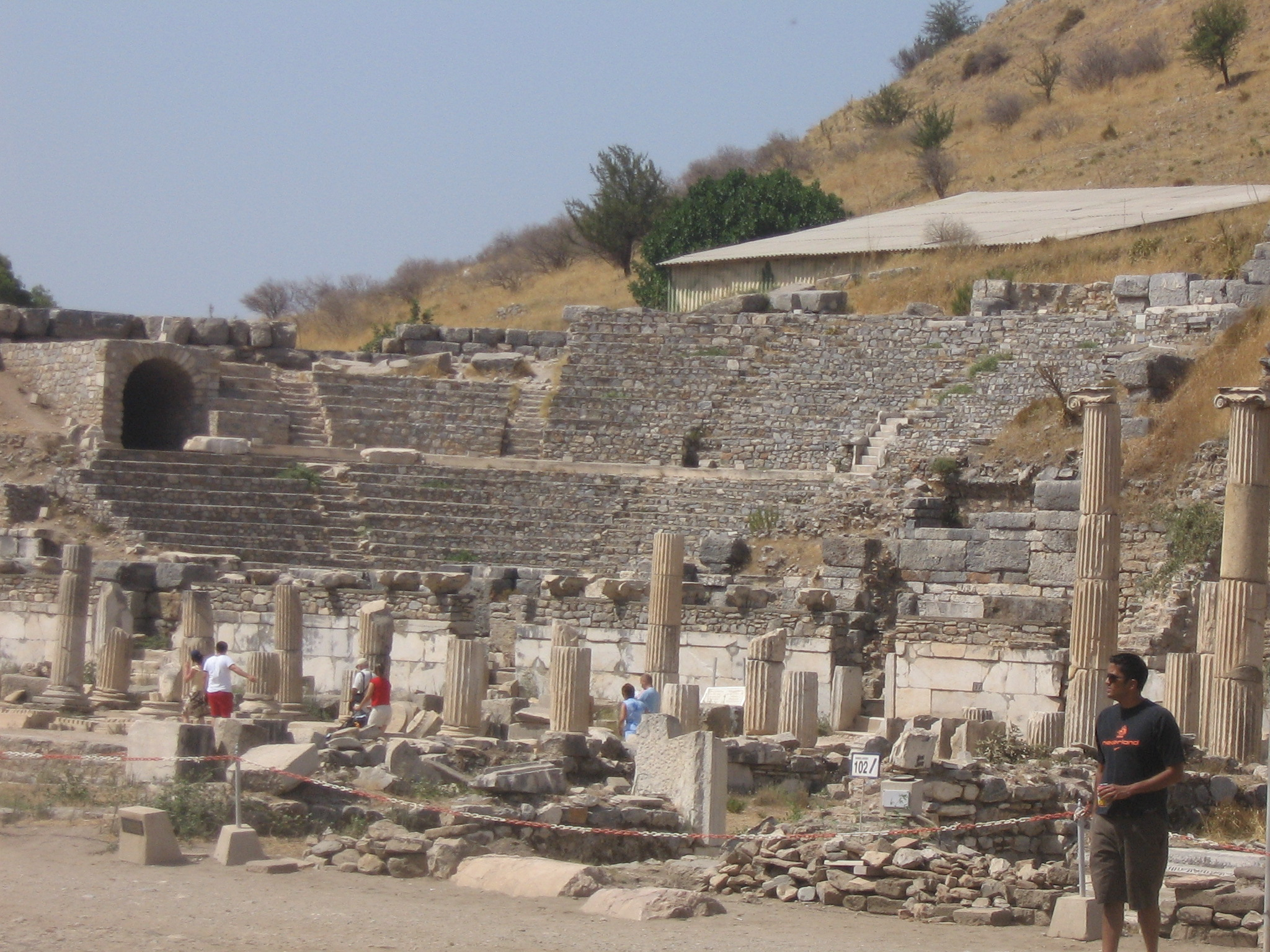
Одеон

Напівкругла споруда, відома також як Малий театр, розкинулося на схилі горба, на північ від Агори. Судячи з напису, його було зведено в 150 році н. е. Публієм Ведієм Антонієм, який задумав одеон як булевтерій — місце засідання міського Сенату. Первинна крита споруда, розрахована на 1400 місць, використовувалася по черзі: то для засідань Сенату, то для театральних видовищ. Архітектурна побудова одеона аналогічна класичним моделям:
- аудиторіум з його двох'ярусним півкругом рядів розділений на чотири основні сектори сходовими проходами;
- конструкція просценіума говорить про те, що будівля була придатна швидше для засідань Сенату, чим для театральних вистав.

### Агора
Руїни Агори відносяться до романської споруди періоду Римської імперії, зведеної, швидше за все, за часів правління імператорів Августа і Клавдія. Агора, яка одержала своє остаточне завершення при Феодосії (IV ст.), була прикрашена подвійною колонадою портика, під яким розміщувалися торгові ряди. Це був центр торгової діяльності, куди з'їжджалися купці зі всіх кінців Імперії. Тут був також ринок рабів і проводилися Народні збори але у випадку релігійних і світських свят. На північ від Агори підносяться руїни колишньої колонади Базиліки, побудованої при династії імператорів Августів.

### Храм Адріана

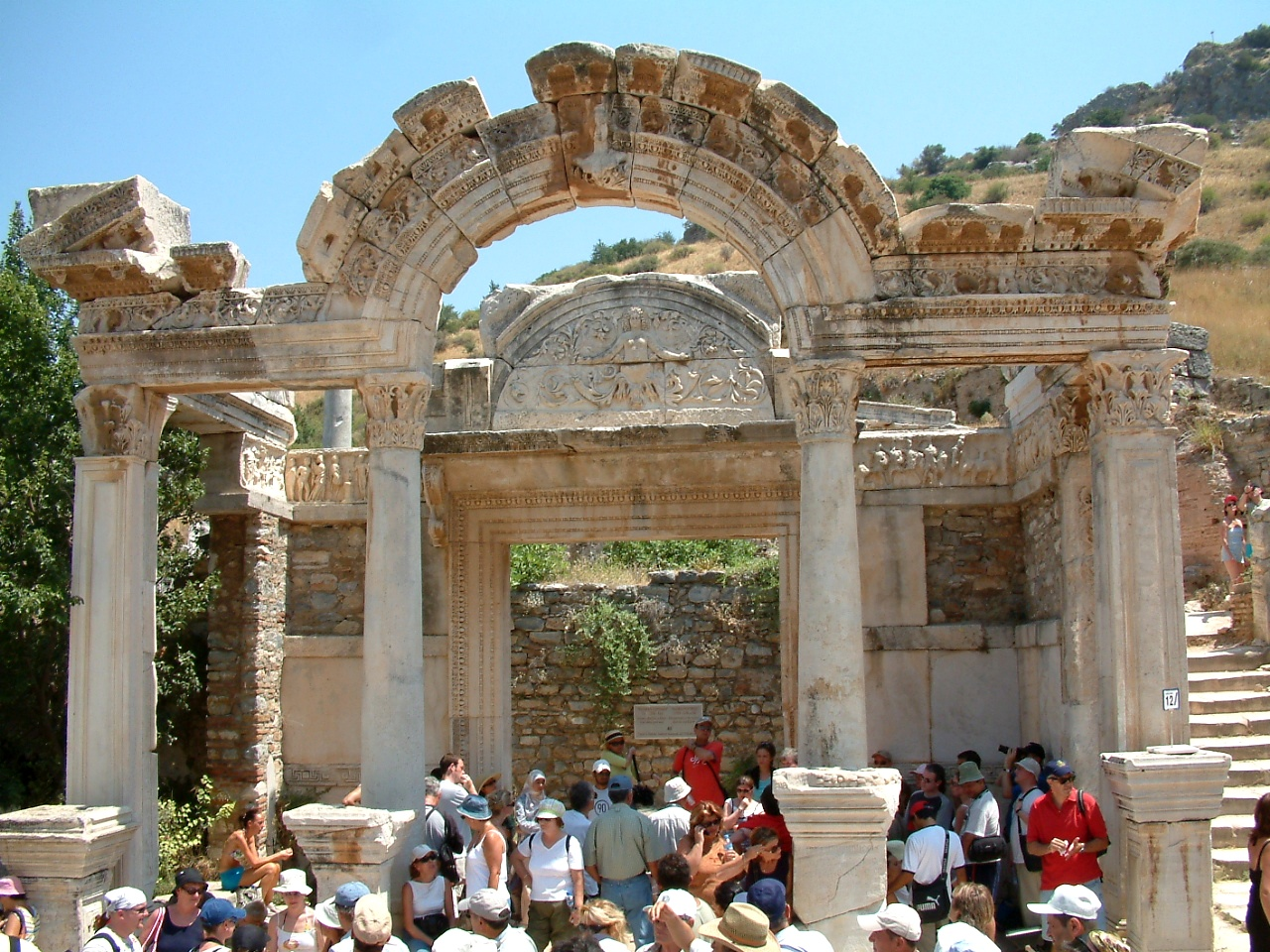
Храм Адріана

Напис, вигравійований на архітраві храму, свідчить про дату його споруди — біля 138 року н. е. — маловідомим архітектором П. Квінтіліусом, який присвятив храм імператору Адріану. Перед монументальним пронаосом підносяться п'єдестали від чотирьох статуй, які колись прикрашали храм. По тих, що збереглися на п'єдесталах написам можна визначити, що це були статуї імператорів Діоклетіана, Максиміана, Констанція Хлора і Галерія.
Те, що храм зведений у коринфському ордері, безпомилково визначається з першого погляду по вишуканості скульптурних орнаментів. Дві центральні колони підтримують легку, витончену арку — все, що збереглося від оригінального трикутного тимпану, який колись вінчав будівлю. Орнаментика арки як би продовжує мотив фризів, які йдуть суцільною стрічкою по антаблементу; у центрі арки поміщений бюст Тіхе (богині-покровительки міста). Архітрави порталів мають багате декорування з античною орнаментикою. Над головним порталом, який веде в наос, знаходиться напівкруглий люнет, де на тлі витонченого переплетіння кольорів і листя аканта представлена жіноча фігура, що нагадує античні зображення Медузи. Всередині наоса можна бачити частину оригінального подіуму, який колись підтримував статую обожнюваного імператора Адріана.

### Будинки на схилі пагорбу
З протилежної сторони Храму Адріана розташований оригінальний ансамбль будинків під назвою «Будинки на схилі пагорбу», які звернені до вулиці Куретів. В основному тут жили представники привілейованих прошарків суспільства, у зв'язку з чим вулиця має другу назву «Будинки багатіїв». Вони розташовані таким чином, що кожен будинок служить свого роду терасою для наступного за ним будинку. Так званий Будинок Перистіля II відрізняється великою кількістю декорацій. Він був побудований в I столітті, але згодом кілька разів перебудовувався, принаймні до VI століття.
Численні кімнати всередині будинків мають мозаїчні підлоги і настінні фрески IV століття. Будинок Перистіля I також піддавався реставрації. Дата його споруди та ж, що і попереднього будинку, тобто 1 століття. Одна з кімнат відома під назвою «театр», оскільки її стіни прикрашені фресками на театральні сюжети. Деякі фрески зображають сцени з п'єс Менандра і Евріпіда. На інших фресках зображені чоловічі і жіночі голі фігури.

### Бібліотека Цельса

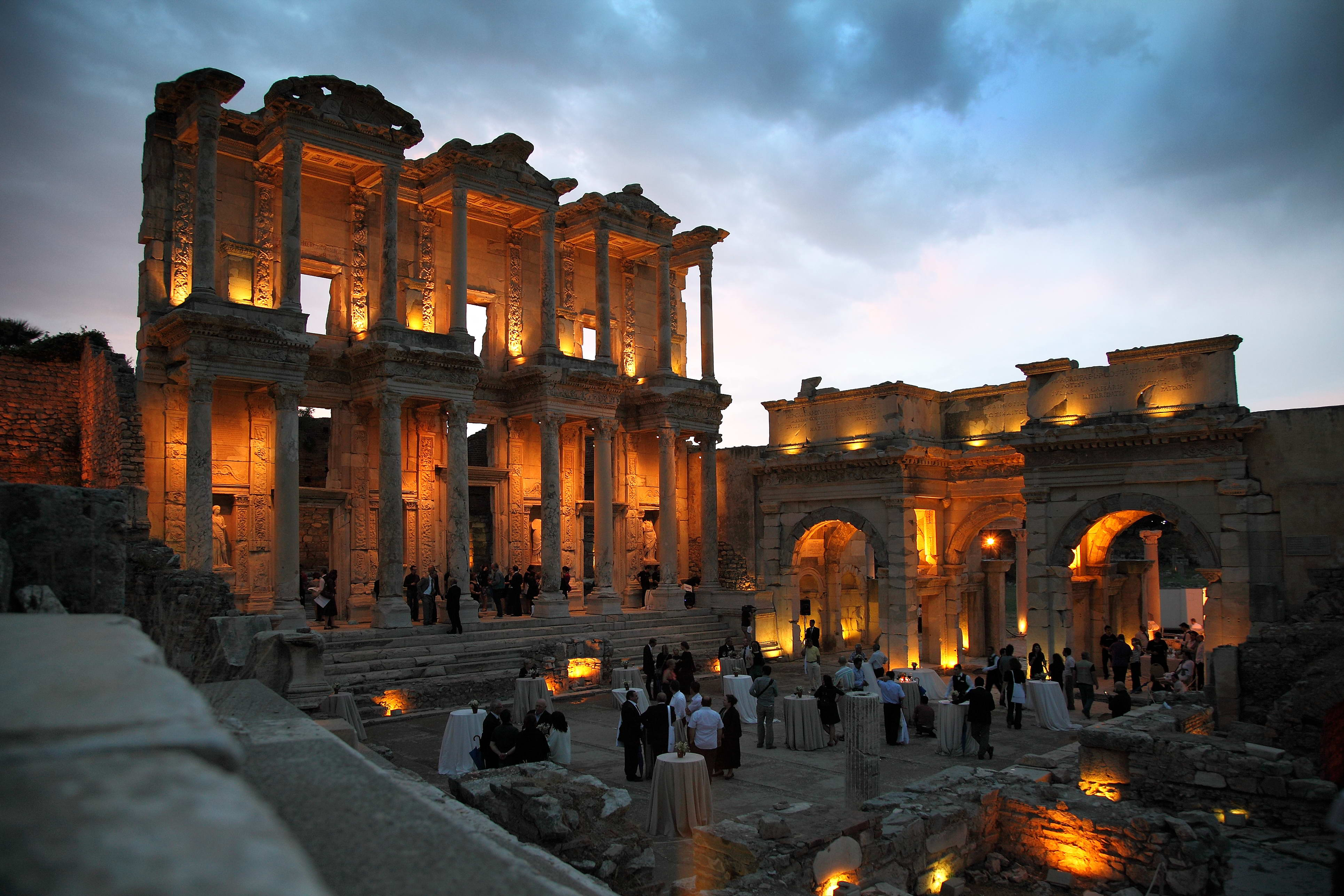
Бібліотека Цельса

Бібліотека була побудована в епоху Імперії, за часів правління Адріана за проектом архітектора Тіберія Юлія Аквіли, що побажав присвятити її своєму батькові, Тіберію Юлію Цельсу. Будівництво почалося в 114 році і було завершене в 135 році вже спадкоємцями Тіберія Юлія Аквіла, який заповідав велику суму грошей на купівлю книг і утримання бібліотеки. У 2-й половині III століття під час нашестя готів внутрішня частина будівлі була повністю зруйнована пожежею, що пощадила, фасад будівлі.
Двох'ярусний фасад, прикрашений колонами, має вид театральної декорації. Колони нижнього ярусу, що стоять на подіумі центральних сходів з дев'яти ступенів, згруповані попарно в чотири ряди і увінчані капітелями Корінфа. Колони верхнього ярусу мають менші розміри. Трикутні і напівкруглі тимпани вінчають колони трьох центральних пар. На нижньому поверсі за сценічно оформленою колонадою видно три портали в обрамленні якнайтоншого орнаменту, імітуючого рельєфний фриз. Над порталами зяють три величезні отвори вікон. Будівлю прикрашають чотири скульптури, символізуючі Мудрість, Науку, Чесність і Фортуну.
Грандіозна будівля бібліотеки відновлена австрійськими археологами. За оцінками учених, у бібліотеці зберігалося приблизно 12 тисяч пергаментних сувоїв. Всі вони були викрадені або знищені під час нашестя готів.

### Публічний дім
На протилежній бібліотеці стороні вулиці, розташовувалась споруда публічного дому, до якої з бібліотеки вів підземний хід. Чоловіки міста таким чином обманювали своїх дружин, говорячи, що ідуть читати книги. На тротуарі, що веде до публічного дому, збереглась одна з найперших у світі реклам, на якій одна із жриць кохання запрошує до себе в гості. В ті часи це була почесна професія. Реклама містить зображення голови дівчини, поряд з яким відбиток лівої ступні, що вказує шлях. Звідти пішов відомий вислів: «Піти на ліво».

### Вулиця Куретів

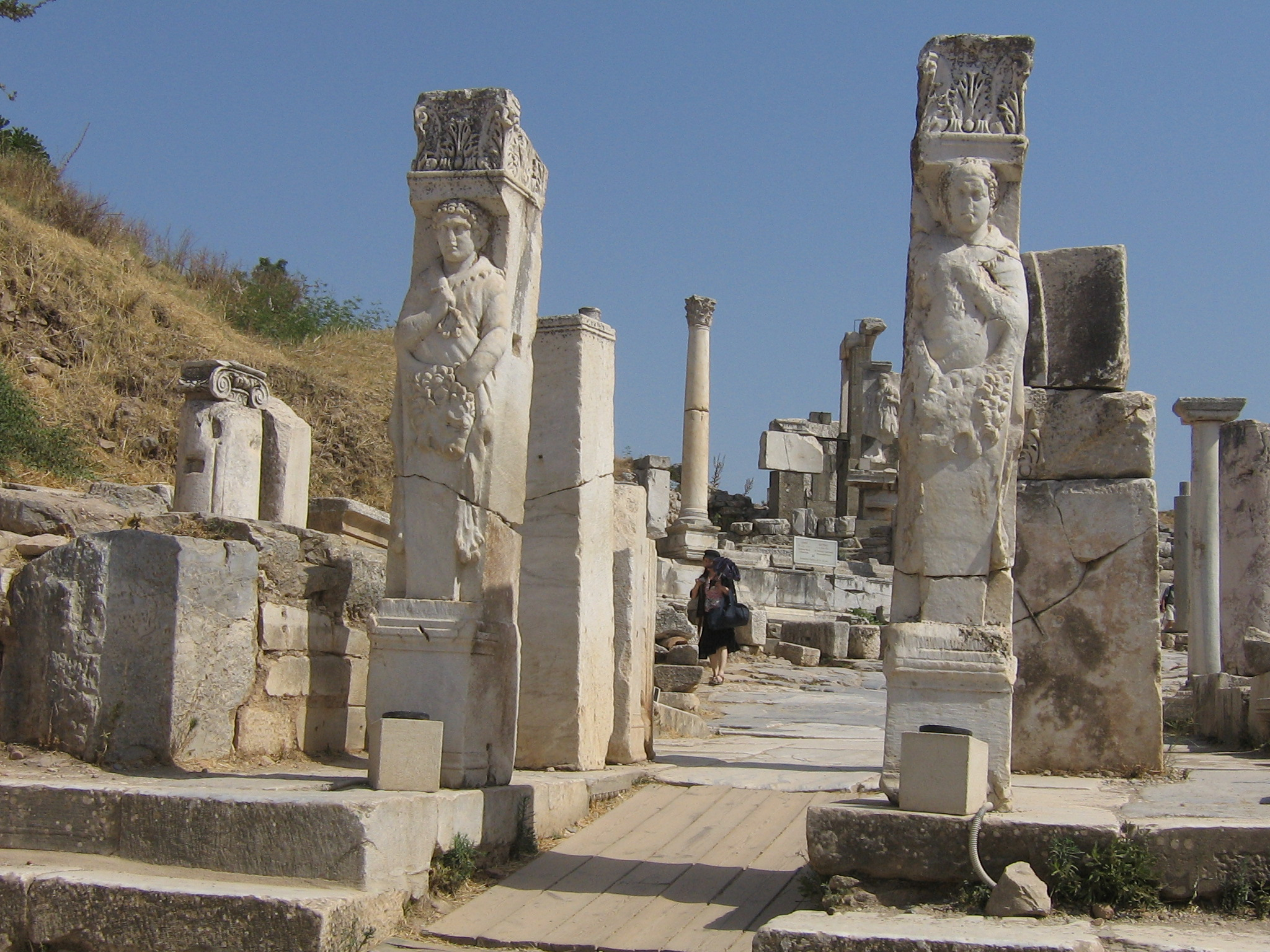
Ворота Геракла

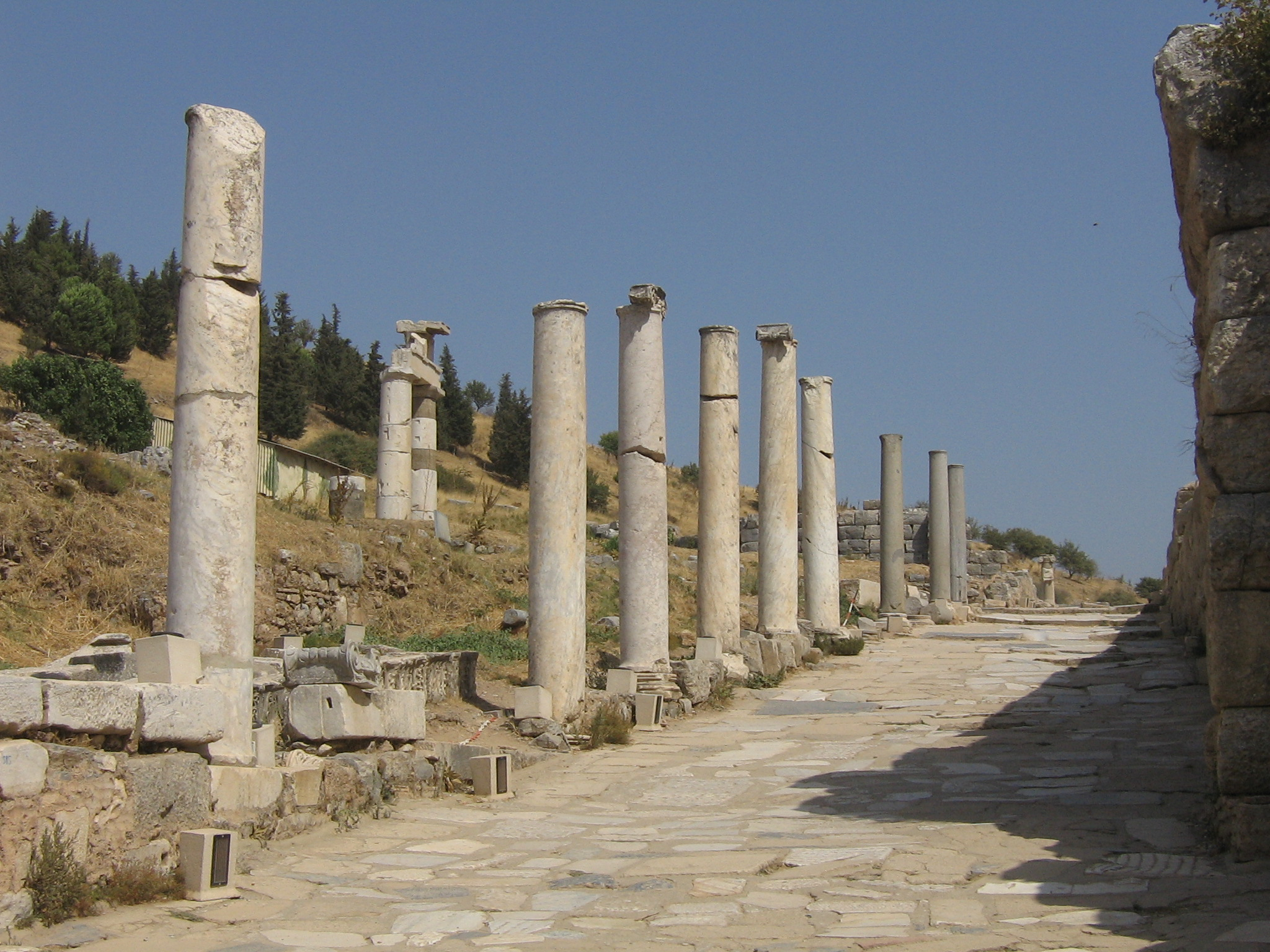
Вулиця Куретів

Вулиця, що протягнулася уздовж схилу від Бібліотеки Цельса та Воріт Геракла до Адори. Тому вигляду, який вона має в наші дні, було надано їй на межі IV і V ст., коли проводилися роботи по її відновленню після сильного землетрусу середини IV століття, який повністю зруйнував її. Її мощення з мармуру і каменя гармонує з руїнами античних будівель, що височіють по обох її сторонах. Так, розгортається полотно з колонами, кам'яними п'єдесталами, подіумами, капітелями, фризами, статуями і залишками торгових лавок і житлових будинків.
У цьому достатку античних руїн, часто привезених сюди з інших районів міста, виразно виділяються криті галереї з колонами, мощення в яких виконане з цінних тонких мозаїк. На порожніх п'єдесталах, звернених до колон, колись стояли статуї. На багатьох п'єдесталах дотепер збереглися написи, вигравійовані в камені. Більшість статуй були поміщені в музей. Назва вулиці пов'язана з міфологічними персонажами, що дали згодом ім'я священній касті куретів. Спочатку вони очолювали знамениті культове дійство в Храмі Артеміди, а згодом стали грати основну роль в Притані, де збереглася безліч написів, що розповідають про їх діяльність. Такі ж написи зустрічаються і по всьому місту.
На цій та іншій вулицях міста розміщувались ями, накриті ґратами, де поміщали засуджених за вбивство чи зґвалтування. Кожен прохожий мав право сплюнути в яму, чим виражав свій осуд. На вулиці також розташована стіна з мармуру, на якій вигравірувані всі міські закони. Закони в той час не змінювали.

### Пританій
Пританієм в давнину називалась будівля, що призначалася для розміщення канцелярських службовців — пританів, де проводилися також урочисті прийоми і бенкети для знатних осіб міста. Його можна порівняти з сучасним муніципалітетом. У прилеглому до Пританію Храмі Гестії постійно горів священний вогонь, підтримуваний пританами — священнослужителями, які брали участь в культових обрядах і в жертвопринесеннях. Відомо, що Храм належить до III століття до н. е.

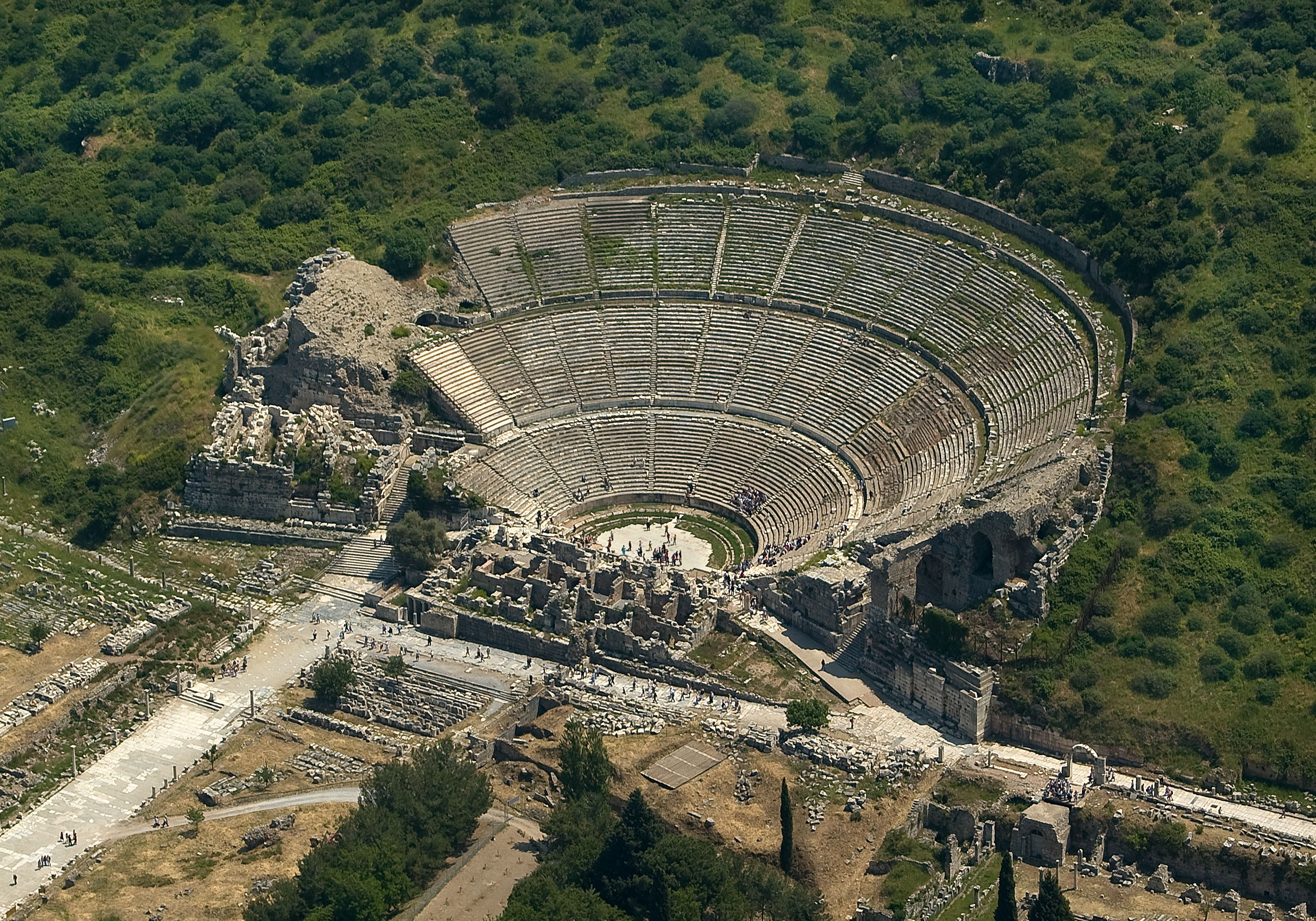
Давньогрецький театр в Ефесі

В певний час, притани жували опій, та сп'янівши, танцюючи йшли від пританію до Храму Артеміди. Якщо в цей час священослужителя помічав злодій, якого везли на страту чи покарання, то його автоматично звільняли.

### Театр
Театр дійшов до нас у чудовому стані і по праву вважається одним з пам'ятників минулого, що найкраще збереглися, у цій археологічній зоні. Як всі споруди тогочасного минулого, ефеський театр розділений на три секції: сцена (що включає також просценіум), оркестра (круглий майданчик, де виступав хор) і кавеа (півкруг залу, для глядачів). Місткість театру — близько 24 000 −25 000 сидінь. Зал по відношенню до сцени піднімався на 30 м і завершувався портиком для покращення акустики всього ансамблю. В день, на сцені театру, проводилось до 50 боїв гладіаторів між собою та з тваринами.

### Будинок Діви Марії

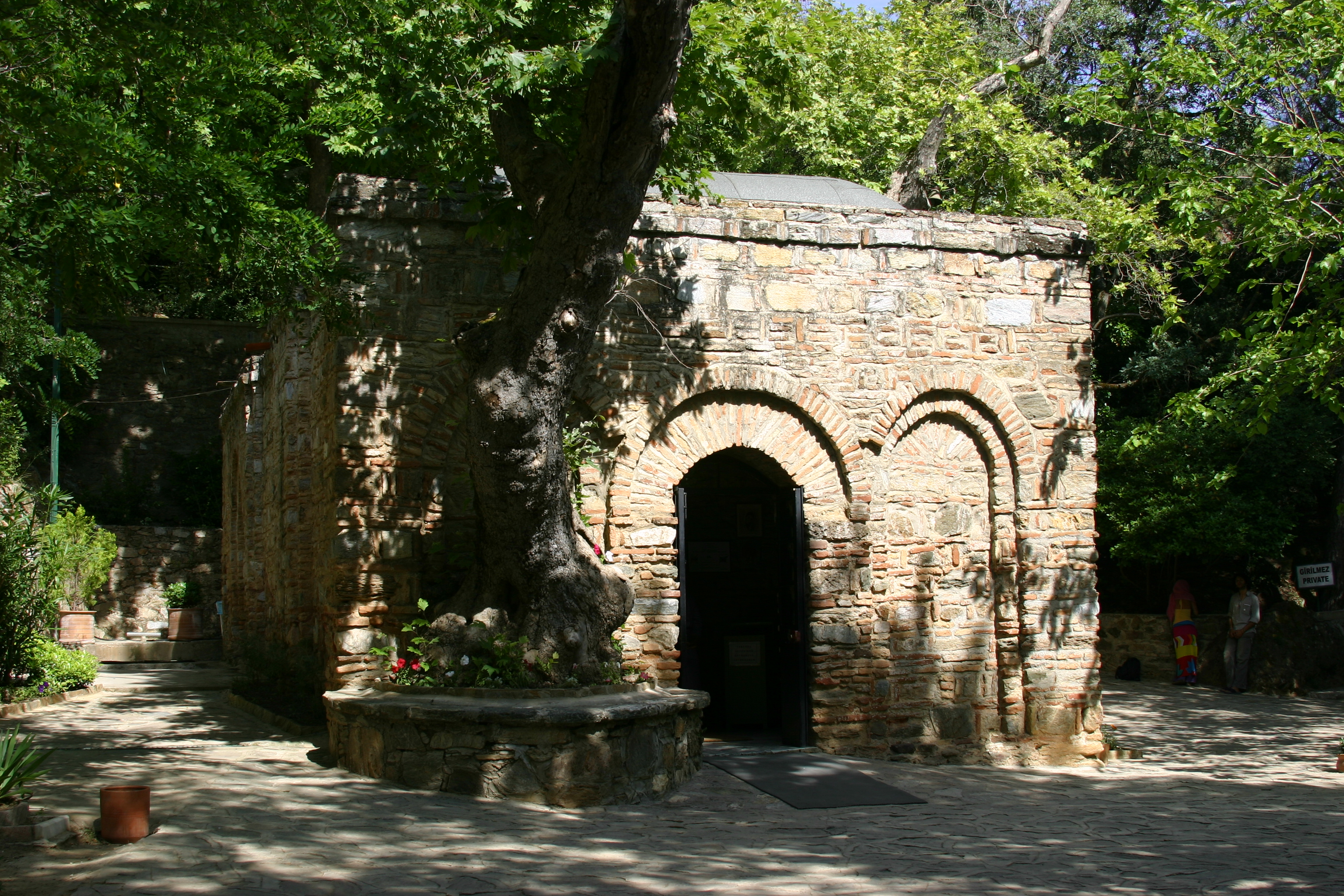
Реставрований Будинок діви Марії

Перед розп'яттям Ісус заповів своїй матері піклуватись про Іоанна, як про власного сина, а Іоанну піклуватись за свою матір, як за рідну. Оскільки апостоли розділили між собою території для поширення християнства, а територія Малої Азії дісталась Іоанну, то він і поселив діву Марію в Ефесі, де вона і закінчила свої роки.
В результаті розкопок, проведених наприкінці XIX століття біля гори Панаїр, де знаходиться святе джерело, біля якого місцеві християни зустрічали традиційне свято, присвячене діві Марії, було виявлено ряд фундаментальних залишків, а також шматки вугілля, які в результаті дослідження методом Карбон-14 були датовані I століттям н. е.
В даний час у цій місцевості (за 7 км від міста) знаходиться невелика церква, яка є місцем паломництва християн. Мусульмани в цих краях також з глибоким шануванням ставляться до неї як до святині. Також збереглось і джерело, воду з якого вважають цілющою. Біля нього розташована стіна бажань, де кожен може загадати бажання, закріпивши вузлик з будь-якого матеріалу на спеціально встановлених решітках.

## Галерея

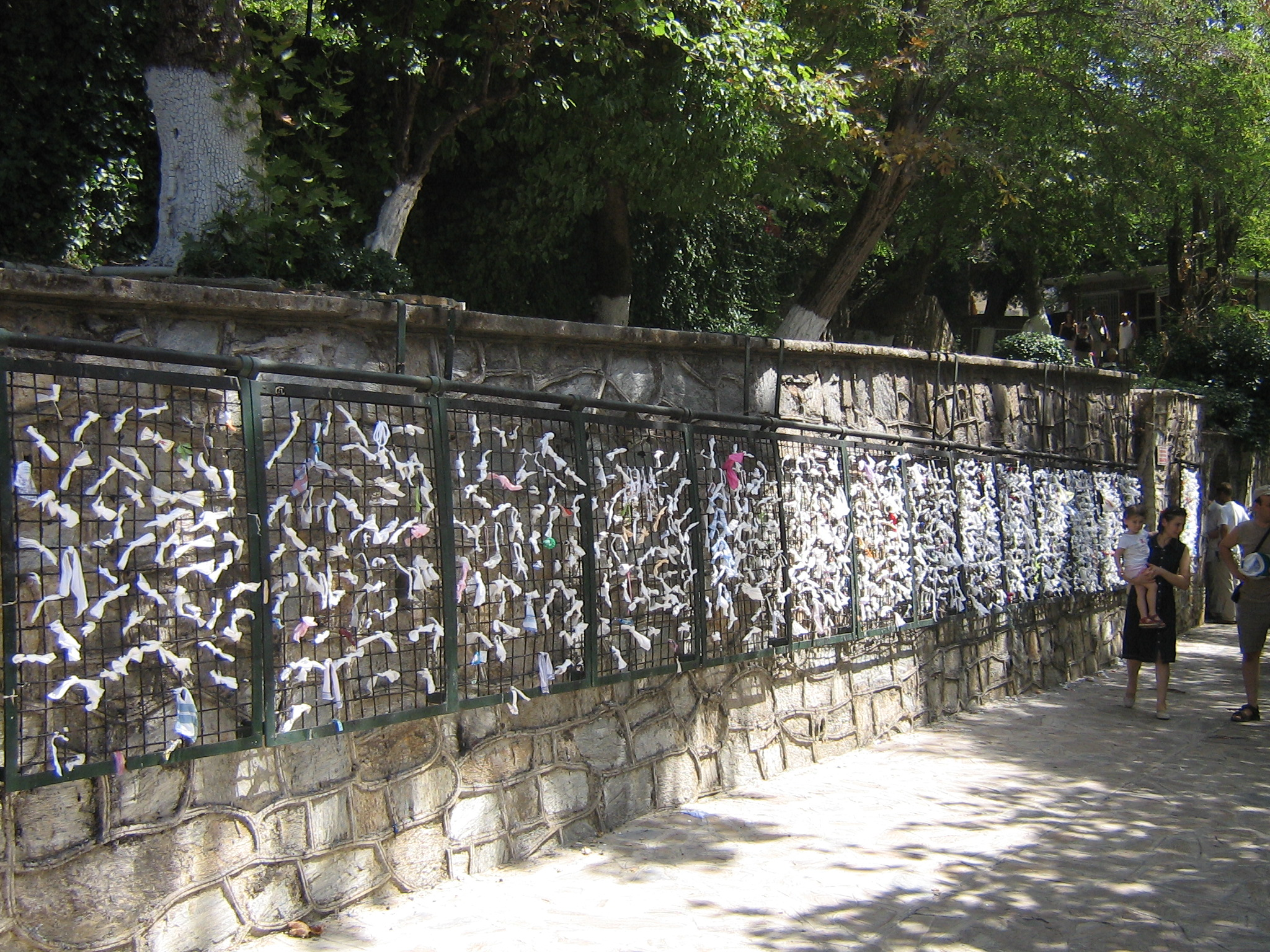
Стіна бажань
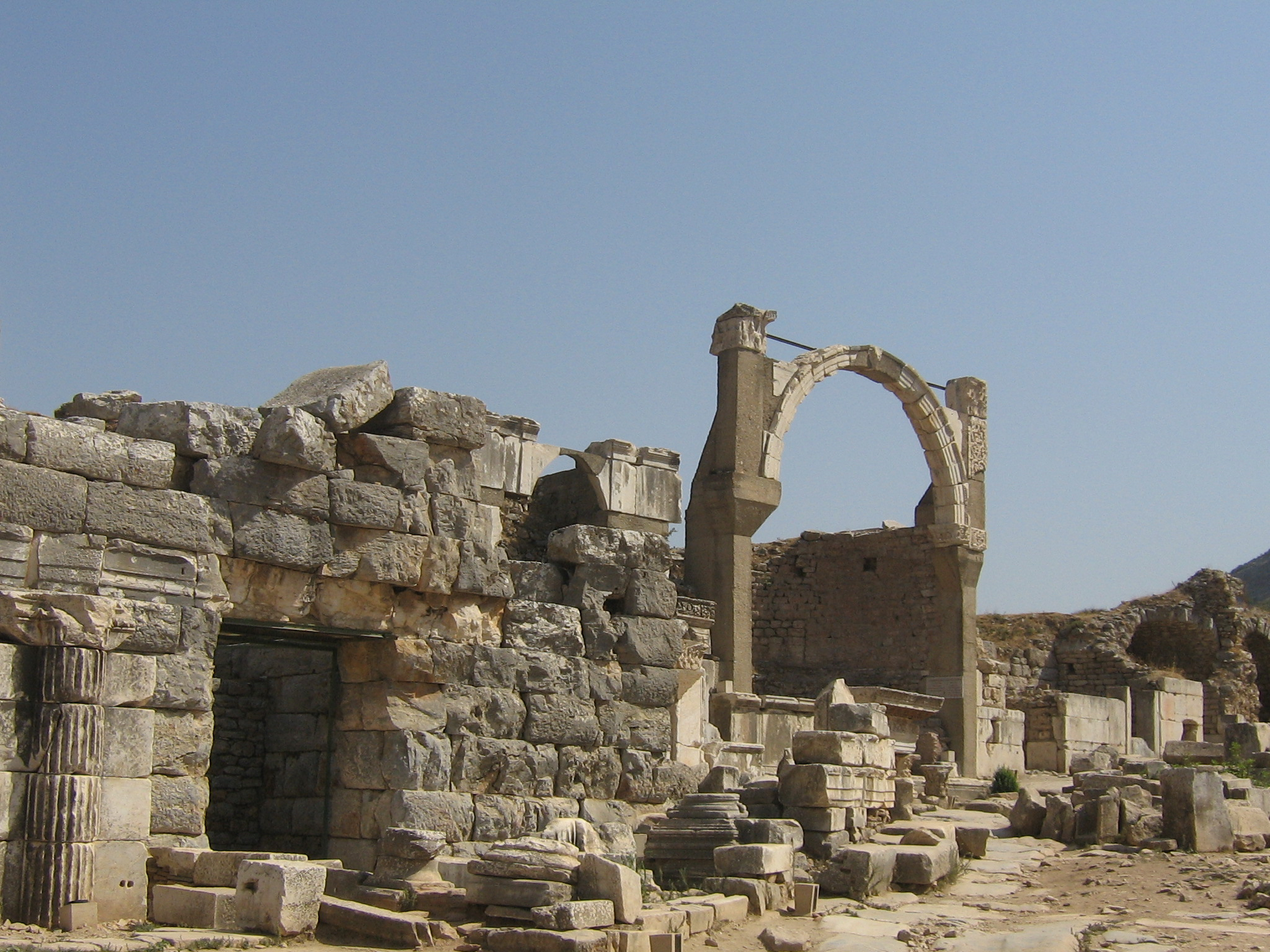
Лікарня
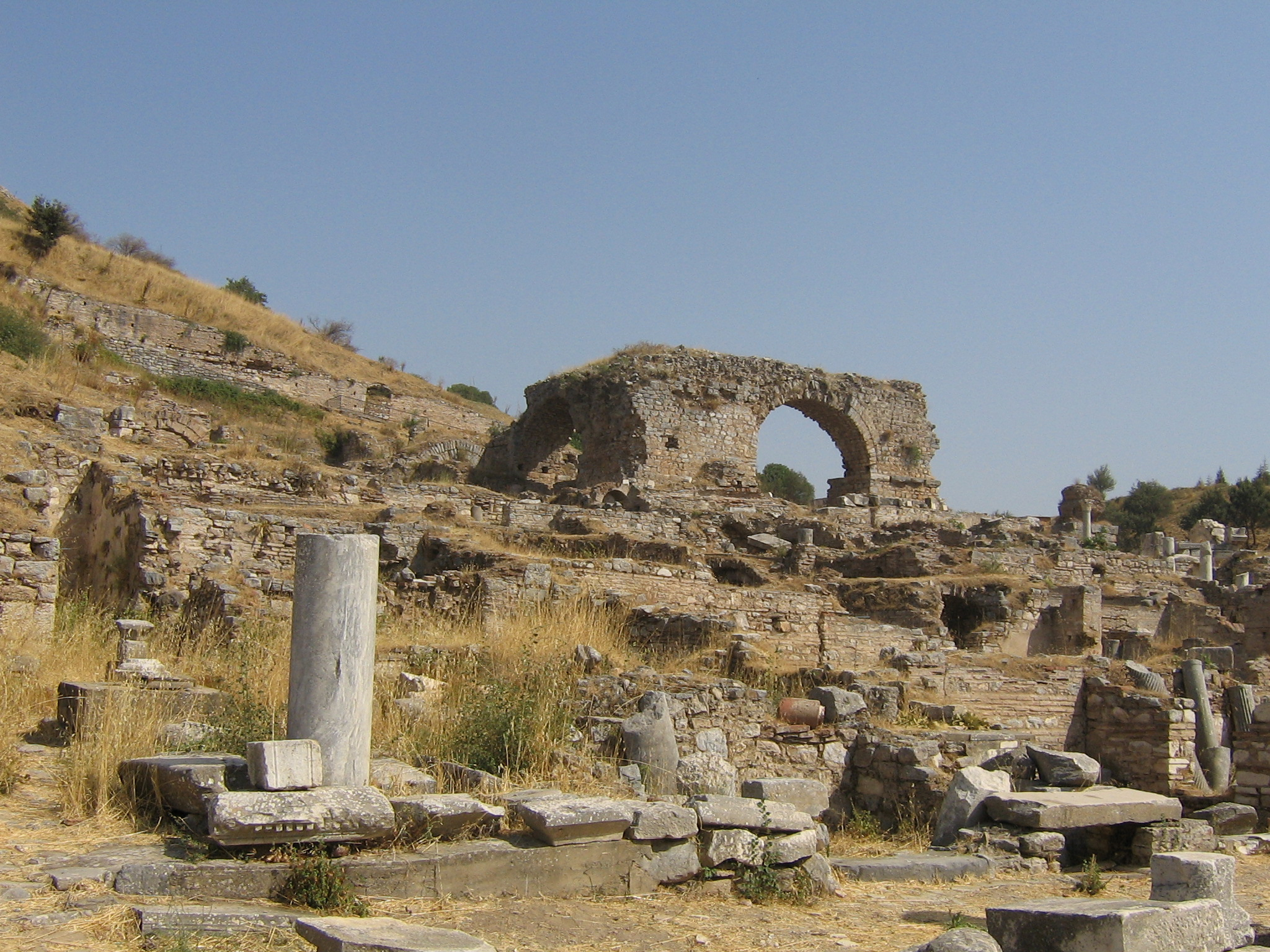
Публічний дім
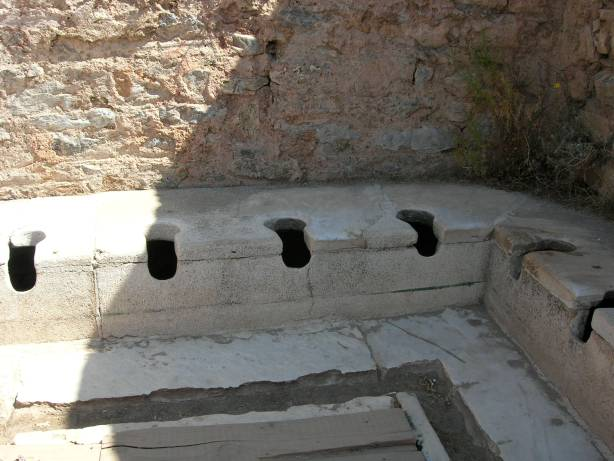
Туалети
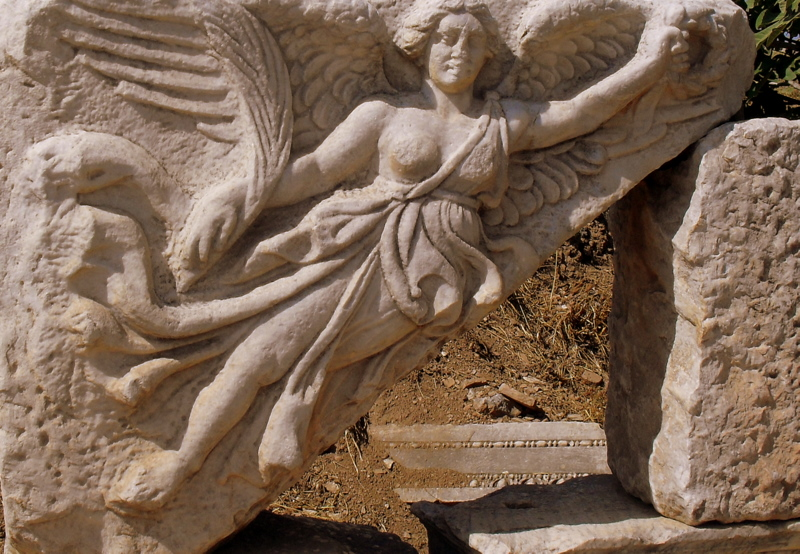
Ніке

## Відомі ефесці
- Андрій Ефеський
- Геракліт Ефеський (554—483 роки до н. е.). Йому належить вислів: «все тече, все змінюється» (лат. pantha rhei) та багато інших афоризмів.
- Гермодор Ефеський
- Герострат — спалив храм Артеміди у своєму рідному місті в 356 р. до н. е. для того, щоб, як він зізнався під час катування, його ім'я пам'ятали нащадки.
- Зенодот Ефеський — (333 — бл. 260 до н. е.), філолог та перший бібліотекар Александрійської бібліотеки.
- Іоан Ефеський
- Ксенофонт Ефеський — письменник.
- Марк Ефеський — митрополит, автор численних трактатів.
- Онісіфор Ефеський
- Порфірій Ефеський
- Соран Ефеський — давньогрецький лікар часів Римської імперії
- Руф Ефеський — давньогрецький лікар часів Римської імперії